# Chrysocharis pallidigaster
Chrysocharis pallidigaster är en stekelart som beskrevs av Christer Hansson 1987. Chrysocharis pallidigaster ingår i släktet Chrysocharis och familjen finglanssteklar. Inga underarter finns listade i Catalogue of Life.